# Scleromochlus
Scleromochlus là một chi Avemetatarsalia nhỏ sống vào thời kỳ kỷ Trias.